# Willem van Genk
Willem van Genk (* 2. April 1927 in Voorburg, Niederlande; † 12. Mai 2005 in Den Haag) war ein niederländischer Maler und Grafiker. Wegen seiner Vorliebe für Züge, Busse und Bahnhöfe nannte er sich selbst auch König der Bahnhöfe. Er gilt als der bedeutendste niederländische Künstler der sogenannten Outsider Art.

## Leben

### Jugend
Wilhelm van Genk wurde 1927 in Voorburg, Niederlande, geboren. Während seiner Schulzeit hatte er Schwierigkeiten, dem Unterricht zu folgen, und verbrachte einen Großteil seiner Zeit mit Zeichnen. Als er fünf Jahre alt war, verstarb seine Mutter. Er wuchs gemeinsam mit neun älteren Schwestern bei seinem Vater auf, zu dem er ein schwieriges Verhältnis hatte. 1937 wurde van Genk in ein Internat für schwer erziehbare Jungen aufgenommen, in dem er nur begrenzte Lernerfolge erzielte.
Während des Zweiten Weltkriegs drang die Gestapo mehrfach in das Haus der Familie van Genk ein, um den Vater, der in der niederländischen Widerstandsbewegung aktiv war, zu verhören. Wilhelm van Genk war Zeuge dieser teils gewaltsamen Verhöre. Zeitlebens behielt er eine ambivalente Beziehung zu bestimmten Elementen von Militäruniformen, insbesondere Mänteln, die sowohl eine Quelle von Faszination als auch Angst für ihn darstellten. Diese traumatischen Erlebnisse von Macht und Ohnmacht fanden Ausdruck in seinem künstlerischen Werk.
Nach dem Zweiten Weltkrieg heiratete van Genks Vater erneut und wies seinen Sohn aus dem Haus. Van Genk zog zu seiner Schwester nach Den Haag und lebte nach ihrem Tod für den Großteil seines Lebens allein in dieser Wohnung.

### Erwachsenenalter
Willem van Genk fand zwischenzeitlich eine Anstellung als Zeichner in einem Werbebüro. Er verließ seinen Arbeitsplatz häufig unangekündigt für mehrere Stunden, meist um Züge zu beobachten. Trotz zufriedenstellender Arbeitsergebnisse wurde er aufgrund dieser Anpassungsschwierigkeiten entlassen. Danach arbeitete van Genk in einer Werkstatt für Menschen mit Behinderungen; dort wurde er zum ersten Mal psychiatrisch behandelt.
Im Jahr 1958 meldete er sich an der Königlichen Akademie in Den Haag an. Der Direktor J. J. Beljon erkannte die Qualität seiner Arbeiten, sah aber auch ein, dass der junge Künstler von klassischen Lehrmethoden nicht profitieren konnte. Auf Anregung von Beljon durfte van Genk an der Akademie seinen eigenen Weg gehen, als Folge blieb er weiterhin Autodidakt.
1964 wurde in Hilversum die erste Einzelausstellung van Genks organisiert. Er genoss damals schon einige Jahre landesweite Bekanntheit. So wurde ihm 1961 eine Fernsehsendung gewidmet, eine Tatsache allerdings, die ihn vor allem beängstigte. In dieser frühen Phase wurde van Genk häufig als brillanter Vertreter der naiven Malerei wahrgenommen. Er bezeichnete sich selbst mit einer gewissen Ironie als dutch moron painter. Die öffentliche Aufmerksamkeit in dieser Zeit verunsicherte ihn zunehmend, sodass er sich Anfang der 1960er-Jahre aus dem öffentlichen Leben zurückzog. Nachdem er offiziell als arbeitsunfähig eingestuft worden war, widmete er sich fortan vollständig seiner künstlerischen Arbeit.
Erst 1976 gab es wieder eine Ausstellung seines Werkes, auch wurde er nun durch eine Galerie vertreten. Willem van Genk wurde auch nicht länger zu Unrecht mit den naiven Malern verglichen. Er imitierte zwar die akademische Kunst nicht, war aber durchaus auf die Anerkennung durch die Kunstwelt bedacht.
Im Jahr 1996 erlitt Willem van Genk einzelne Herzinfarkte, wodurch er nicht mehr malen konnte. Zwei Jahre später wurde er in ein Pflegeheim aufgenommen und seine Wohnung in Den Haag wurde aufgelöst. Am 12. Mai 2005 starb Willem van Genk an den Folgen einer Lungenentzündung.
Van Genks Arbeiten sind heute in der Collection de l’Art Brut in Lausanne, im Museum of Everything in London, in der Sammlung Zander in Köln, im Stedelijk Museum in Amsterdam und in der Stichting Willem van Genk in Almere vertreten.

## Werk

### Stil und Technik
Willem van Genk nutzte in seinen komplexen und detailreichen Zeichnungen und Gemälden auf lackierten Holztafeln unter anderem komplexe Ausschneide- und Collagetechniken. Inhaltlich griff er auf Eindrücke zahlreicher Reisen zurück, etwa in die ehemalige UdSSR sowie nach Rom, Paris, Madrid, Kopenhagen, Köln und Prag. Megastädte und deren Verkehrsmittel wurden zentrale Motive seiner Arbeiten.
Sein Werk verbindet Kritik an der Konsumgesellschaft mit einer Faszination für technischen Fortschritt, insbesondere für Verkehrsmittel wie Luftschiffe, Flugzeuge, Busse, U-Bahnen, Raketen und Satelliten. Weitere Themen sind Kunst, Kriminalität, Religion, Kommunismus, klassische Musik, Machtverhältnisse und Krieg. Einige wiederkehrende Motive sind dabei symbolisch aufgeladen und teilweise biografischen Ursprungs – so zum Beispiel das besondere Verhältnis seiner Protagonisten und Figuren zu Regenmänteln und Uniformen.
Ein prägendes Element ist der Einsatz von Schrift, manchmal auch in Form von Sprechblasen, die den Figuren eine Stimme geben oder Kommentare des Künstlers einfügen.

### Kunsthistorische Einordnung
In der kunsthistorischen Rezeption und Kritik wurde Willem van Genks Werk wiederholt irrtümlich der Naiven Kunst oder Art Brut zugeordnet, während in späteren Kontexten auch Bezeichnungen wie Outsider Art, Psychiatrische Kunst und Hobbykunst verwendet wurden. Zwischenzeitlich fielen seine Arbeiten unter diese Kategorien, ohne dass eine dieser Zuschreibungen seiner künstlerischen Position in vollem Maße gerecht wurde. Zudem erhielt van Genk einen nationalen Preis für sogenannte „Sonntagsmaler“. Die wiederkehrende begriffliche Unschärfe kennzeichnet die Rezeption seines Gesamtwerks bis heute.
Im Jahr 2016 stellte das Rijksmuseum in Amsterdam sein Werk Moskau in der Abteilung für niederländische Kunst des 20. Jahrhunderts aus. Durch die schlichte Bezeichnung „Kunst“ wurde damit – zumindest temporär – das Problem der treffenden Kategorisierung aufgelöst.

### Installation Busbahnhof Arnheim
Wilhem van Genk bezog seine Wohnung in seine künstlerische Produktion mit ein. Bei Auflösung der Wohnung van Genks wurde zum Beispiel eine große selbstgebaute Installation aufgefunden. Bei dieser handelte es sich um eine Nachbildung des Busbahnhofs von Arnheim. Die Gebäude und zahllosen Trolleybusse sind aus Milchtüten, Bonbonpapier und Spielzeug gefertigt, wiederum versehen mit einer großen Anzahl von (Reklame)texten und Werbesprüchen. Willem van Genks Wohnung wurde häufig mit Gesamtkunstwerken wie Tressa Prisbreys „Bottle Village“ und Helen Martins Owl House verglichen. Die Wohnung wurde 1998 entrümpelt.

## Film
- Jan Keja: Ver van huis. Fernsehdokumentation, IKON 2001/ VPRO 2005.